# Pheia simillima
Pheia simillima là một loài bướm đêm thuộc phân họ Arctiinae, họ Erebidae.